# Верден (Њу Мексико)
Верден (енгл. Virden) град је у америчкој савезној држави Њу Мексико.

## Демографија
По попису из 2010. године број становника је 152, што је 9 (6,3%) становника више него 2000. године.
| Група             | 2000.       | 2010.       |
| Белци             | 122 (85,3%) | 118 (77,6%) |
| Афроамериканци    | 2 (1,4%)    | 0 (0,0%)    |
| Азијати           | 0 (0,0%)    | 1 (0,7%)    |
| Хиспаноамериканци | 19 (13,3%)  | 33 (21,7%)  |
| Укупно            | 143         | 152         |